# Amicus Plato, sed magis amica veritas

Amicus Plato, sed magis amica veritas (en grec ancien : Φίλος μεν Πλάτων, φιλoτέρα δε ἀλήθεια) est un proverbe latin signifiant : « Platon m'est cher, mais la vérité m'est encore plus chère ».

## Origine
Il provient d'une phrase d'Aristote dans son Éthique à Nicomaque, faisant allusion à son maître et ami Platon, dont il ne partage pas la théorie des Idées :
« Si les amis et la vérité nous sont également chers, c'est à la vérité qu'il convient de donner la préférence. »

Dans le Phédon de Platon lui-même, Socrate formule une phrase assez proche. Il s'adresse à ses interlocuteurs Simmias et Cébès : 
« Mais vous, si vous m'en croyez, faisant peu d'attention à Socrate, mais beaucoup plus à la vérité, si vous trouvez que ce que je dis soit vrai, convenez-en ; sinon, opposez-vous de toute votre force, prenant bien garde que je ne me trompe moi-même et vous en même temps, par trop de bonne volonté, et que je ne vous quitte comme l’abeille, qui laisse son aiguillon dans la plaie. »

## Postérité
La citation a souvent été utilisée pour s'opposer aux arguments d'autorité, de ce que la vérité ne peut être fondée sur l'autorité que l'on prête à un homme, aussi savant soit-il. Le critère de vérité d'une opinion ou d'une hypothèse n'est pas sa conformité avec la thèse ou l'opinion d'un autre savant, mais réside dans l'examen philosophique, logique.
Du fait de sa force évocatrice, la phrase a souvent été réutilisée dans la littérature occidentale. Parmi d'innombrables usages, Miguel de Cervantes l'utilise dans la bouche de Don Quichotte (Don Quichotte, Deuxième partie, Chapitre LI).
Gilles Deleuze et Félix Guattari l'utilisent dans l'introduction de Qu'est-ce que la philosophie ?. Selon les auteurs, le génie grec a été de quitter la Figure pour aller vers le Concept, c'est-à-dire chercher l'essence des choses. Derrière l'ami, ce n'est pas le rapport avec l'autre qui est cherché, mais l'essence, l'objectité, de ce que c'est qu'un ami. Ainsi, le Grec a été « ami de Platon, mais plus encore ami de la sagesse, du vrai ou du concept ».
Une reformulation anti-platonicienne est attribuée à Alfred Tarski : Inimicus Plato, sed magis inimica falsitas (« Platon est mon ennemi, mais l'erreur encore plus »).